# Verflixt nochmal… Wer hat? Der hat!
Verflixt nochmal… Wer hat? Der hat! (O Bem Dotado – O Homem de Itu) ist ein brasilianischer Spielfilm aus dem Jahre 1978. Die Sexkomödie handelt von Lirio, einem sexuell potenten Kerl vom Lande nahe Itu, der von zwei reichen Frauen in der Großstadt São Paulo als Haushaltshilfe angeheuert wird. In der Folge befriedigt er einige weitere Damen, bis er die Stadt wieder verlässt. Die deutsche Kritik sprach von „Massenware“, der Film sei „einfältig-dilettantisch“ und verdecke soziale Konflikte.